# SAT
SAT (/ˌɛs eɪ ˈtiː/ es-ay-TEE) là bài kiểm tra đánh giá năng lực chuẩn hóa được sử dụng rộng rãi cho xét tuyển đại học trong hệ thống giáo dục Mỹ. Được giới thiệu lần đầu năm 1926, tên gọi và cách thức tính điểm được thay đổi nhiều lần, tên ban đầu là Scholastic Aptitude Test (Bài Kiểm Tra Năng Lực Thường Niên), sau đó là Scholastic Assessment Test (Bài Kiểm Tra Đánh Giá Thường Niên), tiếp đó đổi thành SAT I: Reasoning Test (SAT I: Bài Kiểm Tra Lí Luận), sau nữa là SAT Reasoning Test (Bài Kiểm Tra Lí Luận SAT) và hiện nay gọi đơn giản là SAT.
SAT được sở hữu và cho ra mắt bởi College Board, một tập đoàn tư nhân phi lợi nhuận tại Mỹ và được phát triển, quản lý bởi Educational Testing Service dưới danh nghĩa College Board. Bài kiểm tra nhằm mục đích đánh giá kiến thức của học sinh chuẩn bị vào đại học. SAT ban đầu được thiết kế không phù hợp với chương trình trung học, nhưng đến năm 2016, bài kiểm tra SAT có một số điều chỉnh. Chủ tịch của College Board, David Coleman cho biết ông muốn làm cho bài kiểm tra phản ánh chặt chẽ hơn những gì học sinh học được ở trường theo tiêu chuẩn Common Core.
Ngày 5 tháng 3 năm 2014, College Board tuyên bố một phiên bản SAT được thiết kế lại sẽ được quản lý lần đầu tiên vào năm 2016. Bài kiểm tra SAT hiện tại phiên bản 2016, phải mất 3 tiếng để hoàn thành xong, thêm 50 phút cho bài luận và đến năm tính đến  năm 2017 phải trả US$45 (US$57 với bài luận tùy chọn), gồm các loại phí về sau, các loại phí xét bổ sung nếu SAT được thực hiện bên ngoài lãnh thổ Mỹ.. Điểm số trong SAT được chấm theo thang từ 400 to 1600, gồm kết quả kết quả từ 2 phần mỗi phần thi 800 điểm: toán, đọc phê bình và viết. Làm bài kiểm tra SAT hoặc ACT là yêu cầu đầu vào của nhiều trường đại học tại Mỹ với sinh viên năm nhất nhưng không phải là tất cả trường. Bắt đầu từ năm học 2015-2016, College Board tuyên bố sẽ hợp tác với trang web giáo dục trực tuyến miễn phí Khan Academy để cung cấp bài thi thử SAT miễn phí.

## Chức năng
Phần lớn các học sinh ở năm ba và năm tư trung học tham gia kỳ thi SAT. Tổ chức SAT nhấn mạnh mục đích của SAT là kiểm tra kỹ năng ngôn ngữ và tính toán cần thiết cho sự thành công trong việc học tập ở đại học. College Board còn chỉ ra SAT được dùng trong việc đánh giá khả năng người dự thi phân tích và giải quyết vấn đề - kỹ năng mà đã được học tại trung học và cần thiết ở các bậc học cao hơn. Tuy nhiên, kỳ thi được tổ chức trong một khung thời gian nhất định nhằm tạo ra một dãy điểm có hạn.
College Board cũng đồng thời nêu rõ rằng sự kết hợp giữa điểm SAT và điểm trung bình của trung học (GPA) là một thước đo tốt hơn về khả năng thành công trong việc học tập tại các trường đại học so với chỉ dựa vào điểm trung bình trung học, theo kết quả thống kê từ điểm trung bình của các sinh viên năm nhất. Một loạt các nghiên cứu đồng thời cũng chỉ ra mối quan hệ tương quan giữa điểm trung bình ở trung học và đại học khi yếu tố điểm thi SAT được đưa vào xem xét. Một cuộc nghiên cứu ở quy mô lớn được Đại học California thực hiện để tìm ra những yếu tố khách quan ảnh hưởng đến kết quả học tập tại đại học. Kết quả chỉ ra rằng điểm trung bình trung học quyết định 15,4% kết quả học tập tại đại học và SAT I giải thích được 13,3% và SAT II (các môn chuyên biệt) có thể giải thích được 16%. Khi điểm trung bình trung học và SAT được xem xét đồng thời, kết quả nghiên cứu cho thấy hai yếu tố này ảnh hưởng 22,2% kết quả học tập tại đại học.
Vì có sự khác biệt giữa chương trình, phương thức cho điểm, mức tài trợ giữa các trường trung học với nhau do tính liên bang của Hoa Kỳ, sự tự chủ của các đơn vị địa phương và sự khác biệt về các loại hình trường và học tập (tư nhân, từ xa và học tại nhà), SAT (cùng với ACT) được dùng để bổ trợ bảng điểm và giúp phòng tuyển sinh đặt hoạt động học tập tại địa phương trên phương diện quốc gia.
Tuy nhiên, vào những nghiên cứu độc lập gần đây cũng chỉ ra rằng điểm trung bình trung học dự đoán kết quả học tập tại đại học tốt hơn SAT.
Trên phương diện lịch sử, SAT được dùng rộng rãi bởi các bang ven biển và ACT được sử dụng rộng rãi hơn ở các bang nội địa Hoa Kỳ. Tuy nhiên, trong những năm gần đầy, một lượng lớn học sinh ở các vùng bờ Đông và bờ Tây Hoa Kỳ đã dự thi ACT thay cho SAT. Từ 2007, sau khi Harvey-Mudd chấp nhận điểm ACT, tất cả các trường đại học tại Hoa Kỳ đã chấp nhận song song SAT và ACT, dù một phần đông trường theo phong trào đã loại yêu cầu SAT và ACT cho thí sinh khi đăng ký theo học tại trường.

## Cấu trúc bài trước 2016

### Cấu trúc
Trước 2016, SAT được chia ra làm 3 môn: Toán, Đọc hiểu và Viết.
Thời gian làm bài kéo dài 3 giờ 45 phút với 10 phần thi: 7 phần 25 phút, 2 phần 20 phút, 1 phần 10 phút, trong đó có một phần 25 phút không chấm và được sử dụng để cân bằng giữa các phần thi và nghiên cứu cho các đợt thi sau. Thí sinh sẽ không biết phần nào sẽ không được chấm điểm và do đó phải cố gắng hoàn thành tất cả các phần thi đều nhau.
Giữa các phần 25 phút với nhau và giữa các phần 20 phút với nhau, các môn sẽ xuất hiện theo thứ tự ngẫu nhiên tùy theo mã đề để tránh quay bài giữa các thí sinh.
Giờ bắt đầu khoảng từ 8 giờ 30 đến 9 giờ và kết thúc vào khoảng 12 giờ 30 đến 13 giờ chiều tùy theo bước hướng dẫn trước khi làm bài. Sau phần thứ 2, thứ 4 và thứ 6, thí sinh sẽ có 5 phút nghỉ giải lao.
Sắp xếp câu hỏi trong mỗi phần thường dựa theo mức độ khó của câu hỏi tuy nhiên, College Board không tiết độ cách sắp xếp và nhận định này chủ yếu là qua những người đã thi qua. Khác với nhận định trên, với phần Đọc hiểu, câu hỏi được xếp theo thứ tự đọc của bài văn.

### Chấm điểm
Với mỗi đáp án đúng, thí sinh được nhận một điểm. Với mỗi đáp án sai,thí sinh sẽ bị trừ điểm (trước 2016). Tổng điểm nào được gọi là điểm thô và sẽ được so và quy đổi sang thang điểm chuẩn từ 200 đến 800 cho mỗi môn.
Tổng điểm của SAT trước 2016 là 2400 và điểm thấp nhất có thể đạt được là 600.
Vì tính chuẩn hóa của nó, việc so điểm giữa năm này và năm khác có thể thực hiện được và College Board đảm bảo thí sinh đạt được 600 điểm cho năm này sẽ có trình độ tương đương với thí sinh đạt được 600 điểm vào năm trước.

### Phần 1: Toán
Phần Toán SAT bao quát các chủ đề toán học cực kỳ dễ đối với học sinh Việt Nam và có thể hoàn thành phần thi này mà không cần dùng máy tính và nháp . Chủ đề trong phần thi Toán bao gồm số học, đại số, thống kê, đọc biểu đồ, phương trình bậc hai, phương trình bậc ba, đồ thị, hình học phẳng. Phần Toán SAT gồm 3 phần:
- Một phần 25 phút gồm khoảng 20 câu hỏi trắc nghiệm (A, B, C, D, E).
- Một phần 25 phút gồm 8 câu hỏi trắc nghiệm (A, B, C, D, E), và 10 câu hỏi tự tìm ra câu trả lời (thí sinh ghi đáp án vào một khung dạng lưới)
- Một phần 20 phút gồm khoảng 16 câu hỏi trắc nghiệm (A,B,C,D,E)

### Phần 2: Đọc hiểu
Phần Đọc hiểu của SAT gồm 3 phần nhỏ:
- Hai phần 25 phút với mỗi phần 24 câu hỏi
- Một phần 20 phút với 19 câu hỏi

Các câu hỏi trong phần đọc hiểu được chia làm hai loại:
- Các câu hỏi về từ vựng: là các câu hỏi điền vào chỗ trống. Mục đích của các câu hỏi này là kiểm tra vốn từ vựng của học sinh, đặc biệt tập trung vào những từ khó mang tính chuyên môn.
- Các câu hỏi cho bài đọc: tập trung vào 2 kỹ năng chính là đọc lướt (scan) và đọc để tìm ý cụ thể trong bài (skim)

### Phần 3: Viết
Phần Viết của SAT được đưa vào từ năm 2005 dựa trên nhu cầu của các trường đại học tìm kiếm một công cụ để đánh giá tốt hơn khả năng viết của thí sinh. Phần Viết được phỏng theo bài thi SAT II: Writing được tổ chức trước 2005.
Phần Viết gồm ba phần:
- Một phần viết luận 25 phút
- Một phần ngữ pháp 25 phút với 35 câu hỏi
- Một phần 10 phút với 14 câu hỏi

Phần viết luận yêu cầu thí sinh phải trình bày quan điểm của mình về một vấn đề nào đó trong xã hội được đưa ra dưới dạng một vài câu đề, có thể là câu nói của một danh nhân hay trích đoạn của một tác phẩm nào đó và một câu hỏi.
Hai phần còn lại đánh giá khả năng sử dụng ngôn ngữ Anh một cách chính xác, bao gồm viết đúng Ngữ pháp, sử dụng đúng từ ngữ và trình bày câu cú một cách mạch lạc.

## Cấu trúc bài sau 2016

### Cấu trúc
Sau 2016, SAT được thay đổi và trở nên đơn giản hơn. SAT chỉ còn 2 môn: Toán và Đọc-Viết kết hợp.
Thời gian làm bài được rút ngắn lại còn 3 giờ đồng hồ với 50 phút cho phần Viết luận tự chọn. Với phần thi bắt buộc, thí sinh có 4 phần làm theo thứ tự đã nêu: Đọc hiểu trong 65 phút, Viết trong 35 phút, Toán không Máy tính trong 25 phút và Toán có Máy tính trong 55 phút. Thí sinh sẽ làm bài theo một trình tự nhất định nhưng đôi khi vẫn phải thực hiện một phần thi thử nghiệm không tính điểm. Phần này chỉ dành cho những thí sinh không thi phần Viết luận và chỉ được thử nghiệm trên một số lượng thí sinh nhất định.
Thí sinh sẽ có hai lần giải lao 5 phút giữa sau phần Đọc hiểu và trước phần Toán có Máy tính. Thí sinh sẽ có thêm khoảng 5 phút giải lao nữa trước phần thi Viết luận.

### Chấm điểm
Ở SAT từ 2016 trở đi, thí sinh chỉ được nhận điểm cho câu trả lời đúng và không bị trừ điểm cho câu trả lời sai. Thang điểm vẫn là từ 200 đến 800 và tổng điểm của SAT lần này chỉ còn từ 400 đến 1600.

### Phần 1: Toán
Phần Toán SAT bao quát các chủ đề toán học cực kỳ cơ bản đối học sinh Việt Nam và có thể hoàn thành phần thi này mà không cần dùng máy tính. Chủ đề trong phần thi Toán bao gồm số học, đại số, thống kê, đọc biểu đồ, phương trình bậc hai, phương trình bậc ba, đồ thị, hình học phẳng và thêm phần lượng giác nhưng khả năng phần này cho ra trong đề SAT mới rất thấp. Phần Toán SAT gồm 2 phần:
- một phần 25 phút bao gồm 15 câu hỏi trắc nghiệm (A, B, C và D) và 5 câu tự tìm ra câu trả lời (thí sinh ghi đáp án vào một khung dạng lưới); thí sinh không được dùng máy tính cho phần này
- một phần 55 phút bao gồm 30 câu hỏi trắc nghiệm (A, B, C và D) và 8 câu tự tìm ra câu trả lời (thí sinh ghi đáp án vào một khung dạng lưới); thí sinh được dùng máy tính

### Phần 2: Đọc-Viết
Trong SAT sau năm 2016, phần Đọc và phần Viết được kết hợp và được tổ chức thành 2 phần. Số lượng câu hỏi trong phần Đọc được giảm đi và không còn chú trọng vào từ vựng mang tính chuyên môn cao thường thấy ở 5 đến 10 câu đầu của SAT trước 2016. Đồng thời, trọng tâm kỹ năng cũng được chuyển sang từ đọc nhanh sang đọc hiểu sâu hơn và câu hỏi cũng ít đánh đố thí sinh hơn và thay vào đó, câu trả lời hoàn toàn có thể tìm được trong bài đọc. Ngoài ra, cách trình bày câu hỏi của phần Đọc cũng bao gồm 1 đến 2 bài đọc ghép và phần bảng, biểu đồ không có trong phần Đọc trước 2016.
Trước 2016, phần Viết của SAT chủ yếu xoay quanh chữa lỗi câu ở đơn vị là câu dù có phần chữa lỗi bài văn nhưng số lượng câu hỏi không đáng kể. Sau 2016, phần Viết của SAT chú trọng hơn vào việc chữa lỗi câu hoàn toàn được loại bỏ và tập trung vào chữa lỗi ở đơn vị là bài văn. Các phần của Đọc-Viết bao gồm:
- một phần Đọc 65 phút, gồm 52 câu hỏi và 5 bài văn; nội dung của phần Đọc được "kéo gần" với thực tiễn hơn với 
  - 1 bài thuộc các tác phẩm lập quốc của Mỹ hoặc Văn học Thế giới
  - 2 bài thuộc Khoa học Tự nhiên
  - 2 bài thuộc Khoa học Xã hội và Nhân văn
- một phần Viết 35 phút, gồm 44 câu hỏi và 4 bài văn

### Phần 3: Viết luận
Phần Viết luận của SAT sau 2016 được tăng gấp đôi thời gian so với trước. Nội dung và phương thức biểu đạt cũng có những thay đổi đáng kể. Nếu trước 2016, đề Viết luận của SAT yêu cầu viết bài luận để nghị luận về một vấn đề nào đó thì sau 2016, đề Viết luận của SAT là một bài trích từ trong các tác phẩm văn học hoặc các tiểu luận có trong các tập san và thí sinh được yêu cầu phân tích phương thức sử dụng ngôn ngữ của tác giả để thuyết phục người đọc.
Điểm của phần Viết luận sẽ được tính riêng và được đọc bởi 2 giám khảo. Mỗi giám khảo sẽ cho điểm trên thang điểm từ 1 đến 4 ở ba nội dung: Đọc hiểu, Phân tích và Phong cách Ngôn ngữ. Điểm của phần Viết luận là tổng điểm của 2 giám khảo với điểm tối đa là 24.